# Боян Георгиев
Боян Георгиев е български политик от БКП, кмет на Дупница.

## Биография
Инж. Боян Георгиев е роден през 1936 година в Дупница. Член е на БКП и е минен инженер, от 1977 година е кмет на Дупница. Като такъв построява паметника на Коста Петров на лобното му място, завършва общежитието на учителския институт и училище „Паисий Хилендарски“. Продължава работата по младежкия дом и районната противопожарна служба. Привършва детска градина и ясла в района „Таушаница“. Първият му мандат изтича през 1978 година и повторно е избран за кмет през 1981 година. Започва строежа на завод „Гарант“, домът на техниката и завод „Марена“. Първият етап по строежа на партийния дом е завършен, а също и сградата на „Пътни строежи“. Продължава строежа на „Градския универсален магазин“. Мандатът на Боян Георгиев изтича през 1985 година, а той умира през 1994 година.